# سیمونوو
سیمونوو (به لاتین: Simonovo) یک منطقهٔ مسکونی در روسیه است که در سرزمین آلتای واقع شده‌است.